# Scarbroite
La scarbroite è un minerale.